# Villa Margherita (Gressoney-Saint-Jean)
La Villa Margherita, nota anche come Villa Peccoz, è una residenza storica situata a Gressoney-Saint-Jean, in Valle d'Aosta.

## Storia
La villa venne eretta nel 1888 secondo il progetto di ingegneri tedeschi su commissione dei baroni Beck-Peccoz. Questi vi ospitarono a più riprese tra il 1889 e il 1896 diversi membri della famiglia reale dei Savoia, finché anche quest'ultimi, incantati dalla bellezza della Valle del Lys, vi eressero a loro volta una loro residenza di villeggiatura, il Castel Savoia. La villa porta questo nome in onore della regina Margherita.
La proprietà venne acquistata nel 1968 dal comune di Gressoney-Saint-Jean, divenendone la sede del municipio.

## Descrizione
La proprietà comprende più fabbricati: oltre alla villa vi sono l'antica casa dei custodi, oggi adibita a caserma dei carabinieri, e un edificio lungo e basso originariamente occupato dalle scuderie.
La villa, che poggia su di un basamento in granito grigio, è caratterizzata dalla presenza di un elaborato apparato decorativo che include guglie, frontoni, mensole e balaustre. Tra gli elementi più significativi vi sono i due portoni d'ingresso, il grande atrio d'ispirazione palladiana con i grandi scaloni in rovere, il corridoio e i saloni del primo piano e le preziose stufe bavaresi che riscaldavano tutte le stanze.
Il complesso è immerso in un parco di 19.000 metri quadrati, in gran parte costituito da un bosco di larici ed abeti.

## Galleria d'immagini

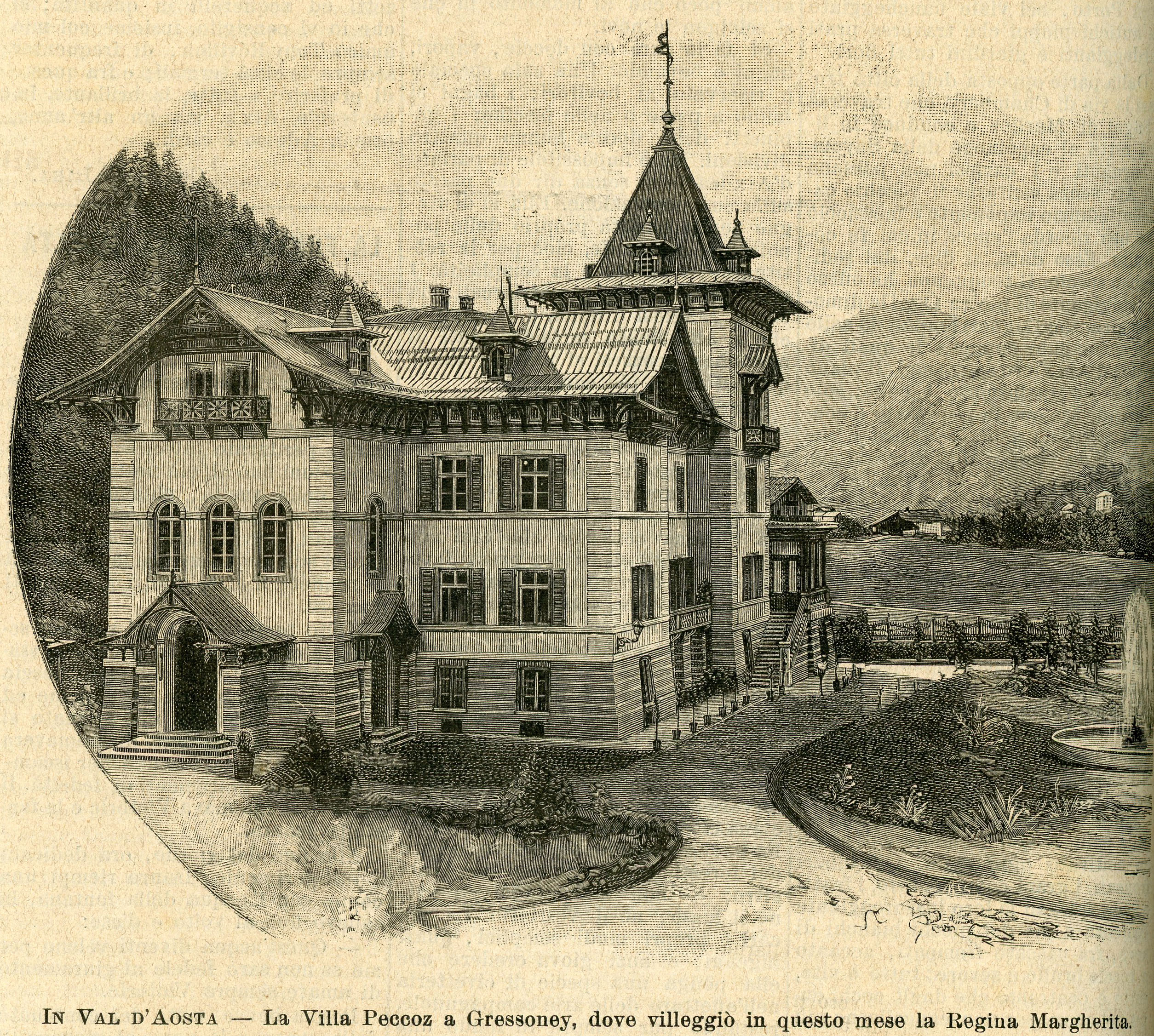
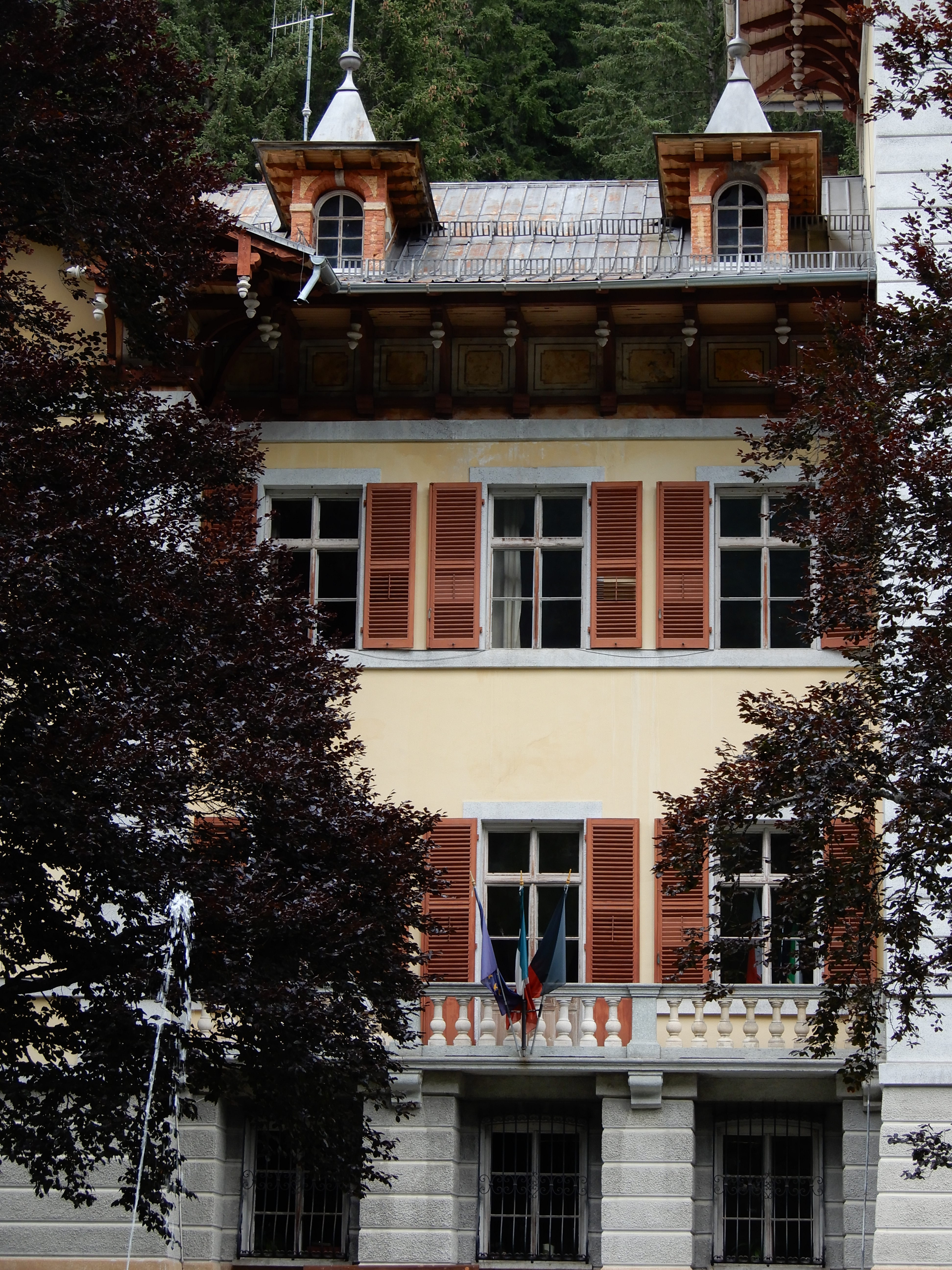
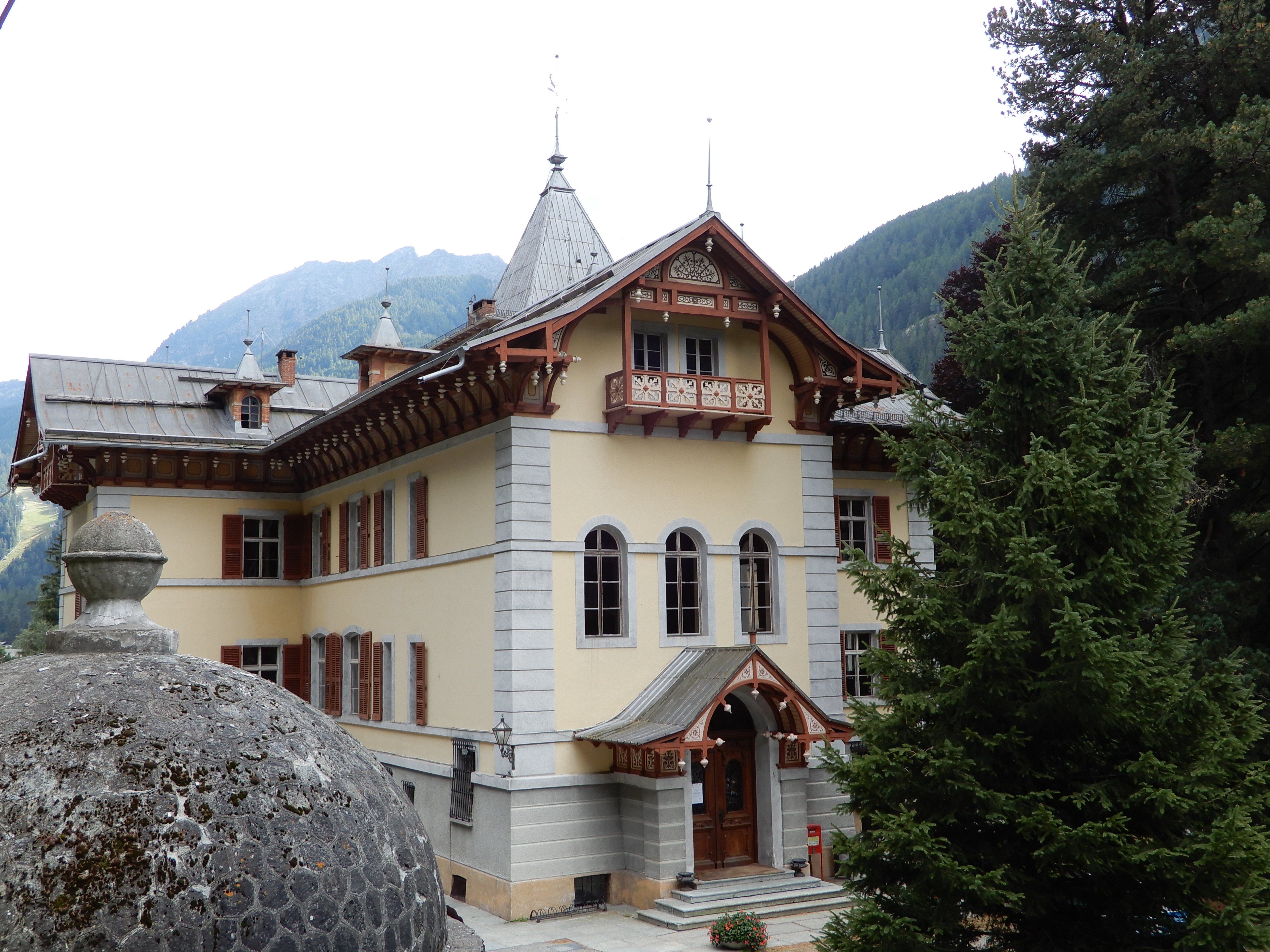